# 斋藤文夫
斋藤文夫（日语：／ Saitō Fumio，1953年8月22日—2019年3月25日），东京都福生市出身，日本男子篮球运动员，毕业于中央大学。他曾代表日本参加1976年夏季奥运会男子篮球比赛。